# Thomas Humphrey Marshall
Thomas Humphrey Marshall, född 19 december 1893 i London, död 29 november 1981 i Cambridge, var en brittisk sociolog, mest känd för sina essäer.

## Biografi
Marshall gick i skolan vid Rugby School och Trinity College, Cambridge. Mellan 1914 och 1918 var han fellow vid Trinity College och gick sedan till London School of Economics som lektor mellan 1919 och 1925. Han blev så småningom prefekt för institutionen för samhällsvetenskap vid LSE (1939-1944). Under första världskriget var han civil fånge i Tyskland.
Marshall skrev en banbrytande essä om medborgarskap med titeln "Citizenship and Social Class", som gavs ut 1950 och var baserad på en föreläsning given året dessförinnan. Han analyserade utvecklingen av medborgarskapet som en utveckling av civila, politiska och sedan sociala rättigheter, och dessa fick stå som utmärkande för 1700-talet, 1800-talet, respektive 1900-talet. Hans eget bidrag var introducerandet av begreppet sociala rättigheter, vilka inte tilldelas på grundval av klass eller behov, utan snarare på grundval av medborgarskapsstatus. Han ansåg att utbredningen av sociala rättigheter inte medför avskaffandet av sociala klasser eller ojämlikhet.
Marshall var nära vän och beundrare av Leonard Trelawny Hobhouse, och hans uppfattning om medborgarskapet framkom ur en serie av föreläsningar hållna av Hobhouse vid LSE. Hobhouse är mera filosofisk, medan Marshall är influerad av de åtgärder som William Beveridge stod bakom efter andra världskriget. Alla dessa var inblandade i den omsvängning av det liberala tänkandet som kallades "ny liberalism", en slags liberalism med ett socialt samvete.
Från feministiskt håll har sagts att Marshalls analyser är trångsynta då de är fokuserade på manliga medborgare och sålunda inte tar hänsyn till kvinnors sociala rättigheter och de hinder som finns för att förverkliga dem. Marxistiska kritiker ansåg att Marshalls analys är ytlig, eftersom den inte diskuterar medborgarens rätt att kontrollera ekonomisk produktion, vilket de ansåg vara nödvändigt för fortsatt delat välstånd. Det finns en debatt bland akademiker om huruvida Marshall skall ha avsett sin historiska analys att tolkas som en generell teori om medborgarskap eller om essän endast var en kommentar om utvecklingen i England.